# 石家庄公交1路
石家庄公交1路是由石家庄市公共交通总公司运营的一条公共汽电车线路，简称“1路”，单一票制，线路贯穿中山路，西起绿荫锦江站，东到谈固公交枢纽站，线路总长约14公里，截止2022年2月12日，1路共有29站28区间。

## 历史沿革

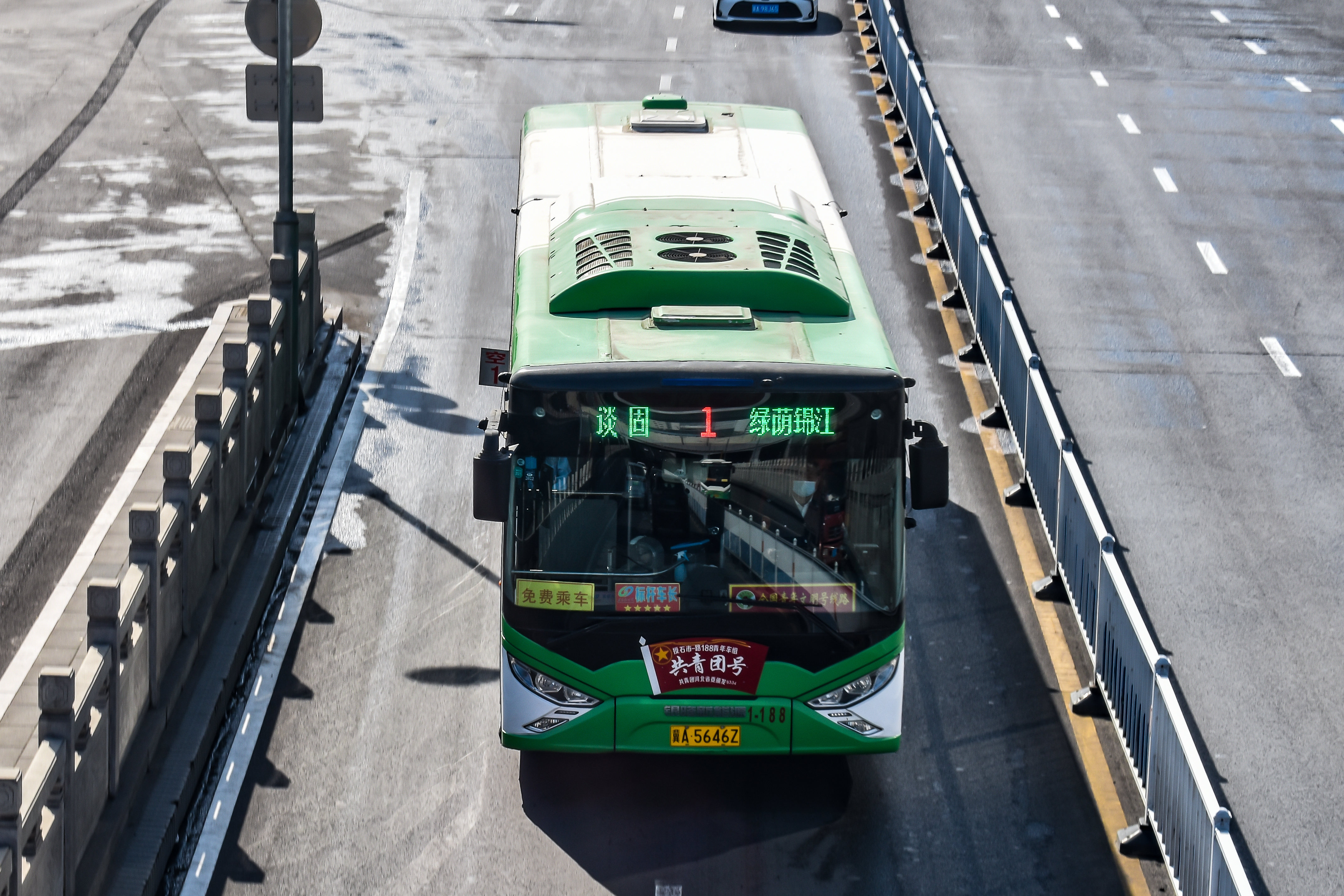
2022年3月的石家庄公交1路1-188号车

1959年，石家庄公交新开辟了由大桥到西郊站的1路。

1963年，1路由城角街延长到西郊，延长了2.14公里。

1970年，1路与3路合并，调整后，线路为东明桥至西郊。

1973年，1路移至印染厂门口始发。

1987年，1路由印染厂至西郊动物园，向西延伸了1站。

1988年9月10日起，1路本来由第一印染厂向西行驶经过棉纺一厂、建设大街，调整为从第一印染厂向东绕行育才街至长安路后按原线西行。

1990年，1路运营线路为：西兴饭店至印染厂。

2007年9月8日，1路调整为由省测绘局向西至西王公交枢纽站。

2011年7月19日，1路有了空调公交车。
2016年，1路由原终点站西王调整至西三环绿荫锦江站运行。

## 运营站位
| 车站名称                     | 车站位置                                                                | 下行是否停靠 | 上行是否停靠 | 换乘                                         |
| ---------------------------- | ----------------------------------------------------------------------- | ------------ | ------------ | -------------------------------------------- |
| 谈固                         | 翟营大街与中山东路交口东侧                                              | 始发站       | 终点站       | 公交较多，地铁需步行2个路口至谈固站（1号线） |
| 中山煤机街口                 | 煤机街与中山东路交口                                                    | 是           | 是           | 公交                                         |
| 北宋（建华百货）             | 建华大街与中山东路交叉口                                                | 是           | 是           | 地铁北宋站（1号线）、公交                    |
| 省中医院                     | 华清北街与中山东路交叉口西侧                                            | 是           | 是           | 公交                                         |
| 体育场（河北医大）           | 体育大街与中山东路交叉口                                                | 是           | 是           | 地铁体育场站（1号线）、公交                  |
| 市报社                       | 育才街与中山东路交叉口                                                  | 是           | 是           | 公交                                         |
| 博物院                       | （下行）广安大街与中山东路交叉口西侧 （上行）东大街与中山东路交叉口东侧 | 是           | 是           | 地铁博物院站、公交                           |
| 人民广场                     | 青园街与中山东路交叉口                                                  | 是           | 是           | 地铁北国商城站（1号线、2号线）、公交         |
| 北国商城                     | 建设大街与中山东路交叉口                                                | 是           | 是           | 地铁北国商城站（1号线、2号线）、公交         |
| 勒泰中心南                   | 休门街（长征街）与中山东路交叉口                                        | 是           | 是           | 公交                                         |
| 平安中山路口                 | 平安大街与中山东路交叉口                                                | 是           | 是           | 地铁平安大街站（1号线）、公交                |
| 南三条                       | 大经街与中山东路交叉口                                                  | 是           | 是           | 公交                                         |
| 解放广场                     | 站前街与中山西路交叉口                                                  | 是           | 是           | 地铁解放广场站（1号线）、公交                |
| 新百广场东（石家庄爱眼医院） | 黎明街与中山西路交叉口东侧                                              | 是           | 是           | 地铁新百广场站（1号线、3号线）、公交         |
| 新百广场西                   | 中华大街与中山西路交叉口西侧                                            | 是           | 是           | 地铁新百广场站（1号线、3号线）、公交         |
| 维明中山路口                 | 维明大街与中山西路交叉口                                                | 是           | 是           | 地铁烈士陵园站（1号线）、公交                |
| 烈士陵园                     | 师范街与中山西路交叉口（华北军区烈士陵园南门口）                        | 是           | 是           | 地铁烈士陵园站（1号线）、公交                |
| 西里北                       | 民心河中山西路                                                          | 是           | 是           | 公交                                         |
| 和平医院                     | 友谊大街与中山西路交叉口                                                | 是           | 是           | 地铁和平医院站（1号线）、公交                |
| 五十四所生活区               | 和平医院北门                                                            | 是           | 是           | 公交                                         |
| 城角街北口                   | 城角街与中山西路交叉口                                                  | 是           | 是           | 公交                                         |
| 长城桥                       | 西二环与中山西路交叉口                                                  | 是           | 是           | 地铁长城桥站（1号线）、公交                  |
| 八一站                       | 中国银行（石家庄市中陆支行）门口中山西路                                | 是           | 是           | 公交                                         |
| 时光街北口                   | 时光街与中山西路交叉口                                                  | 是           | 是           | 地铁时光街站（1号线）、公交                  |
| 时光街西                     | 石家庄市红星小学中山西路门口                                            | 是           | 是           | 地铁时光街站（1号线）、公交                  |
| 裕西公园                     | 苑东街与中山西路交叉口                                                  | 是           | 是           | 公交                                         |
| 大谈                         | 苑西街与中山西路交叉口                                                  | 是           | 是           | 公交                                         |
| 西王                         | 长兴街与中山西路交叉口                                                  | 是           | 是           | 地铁西王站（1号线）、公交                    |
| 绿荫锦江                     | 西三环与中山西路交叉口东侧                                              | 终点站       | 始发站       | 公交                                         |